# Delegado Matheus Laiola
Matheus Araujo Laiola, (Cândido Mota, 24 de dezembro de 1982), conhecido como Delegado Matheus Laiola  é um delegado de polícia e político brasileiro filiado ao União Brasil (UNIÃO).

## Biografia
Nascido em Cândido Mota (interior do Estado de São Paulo), se formou em direito na cidade de Marília, também em São Paulo em 2006. Em 2007, passou no concurso público para ser delegado da Polícia Civil do Estado de Minas Gerais na cidade de Varginha , na Delegacia de Furtos e Roubos. E também  pós-graduação em Segurança Pública, em Direito Constitucional, em Gestão Pública, e em Investigação Criminal e Psicologia Forense.
Em 2008, se tornou delegado da Polícia Civil do Estado do Paraná na cidade de Toledo.Depois ele foi para as cidades de Realeza e Castro.Em 2012, foi para cidade de Foz do Iguaçu onde ele trabalhou para a Delegacia da Criança e do Adolescente. Em 2013, foi para cidade de Curitiba onde ele trabalhou nas Delegacias de Furtos e Roubos, Estelionatos e Cargas, 7° Distrito Policial da Capital. Também trabalhou para COPE. Desde 2019, ela trabalha na Delegacia de Proteção ao Meio Ambiente, com destaque na proteção animal. 
Em 2022, foi eleito deputado federal com 132.759 votos.